# Leucané
Selon certaines sources,,, Leucané serait la mère d'Io dans la mythologie gréco-romaine mais aussi la femme d'Iasos roi d'Argos.